# Albert Yvon
 (juillet 2025).
Albert Yvon, né le 24 avril 1891 au Grand-bourg dans le département français de la Creuse, et mort le 28 juin 1953 à Boussac dans le même département, est un homme politique français ayant effectué trois mandats à la chambre des députés de la XIVe à la XVIe législature de la Troisième République française au sein du groupe parlementaire du Parti socialiste.